# 坂合部大分
坂合部 大分（さかいべ の おおきだ）は、飛鳥時代から奈良時代にかけての貴族。姓は宿禰。位階は正五位下。

## 経歴
文武天皇5年1月（701年）正月に粟田真人を遣唐執節使、高橋笠間を遣唐大使とする第八次遣唐使の副使に任命される（この時の官位は直広肆・右兵衛率）。4月に使節一行は文武天皇に拝謁するも、その後風浪が激しく渡海することができず、翌大宝2年（702年）6月になってやっと出航した。なおこの時、大使の高橋笠間は同行せず、同年8月に造大安寺長官に転じており、代わって大分が大使を務めている。この時の遣唐使派遣の目的としては、唐の文物の摂取以外に、「日本」の国号と律令制度による国家体制の整備状況を唐の皇帝に報告する目的があったものと推定されている。
執節使・粟田真人は慶雲元年（704年）に帰国するが、大分はその後も長く唐に滞在した。養老2年（719年）12月に第九次遣唐使にて大使・多治比縣守らに随って帰国した。翌養老3年（719年）1月に大分は渡唐の功労により従五位上から正五位下に昇叙されている。

## 官歴
『続日本紀』による。
- 時期不詳：直広肆・右兵衛率
- 文武天皇5年（701年） 正月23日：遣唐副使
- 時期不詳：従五位上
- 養老2年（718年） 12月15日：見前年遣唐大使
- 養老3年（719年） 正月13日：正五位下